# I Wish It Was Me
«I Wish It Was Me» es una canción escrita por Leo Graham, e interpretada por Tyrone Davis. Fue publicada en diciembre de 1973 como el sencillo principal de su quinto álbum de estudio, It's All in the Game.

## Recepción de la crítica
Un escritor no especificado de la revista Cash Box describió «I Wish It Was Me» como una melodía “moderada llena de funk” y señaló que “la dulce sección de cuerdas que respalda su voz hace que la pista sea aún más deseable”. Un escritor no especificado de la revista Blues & Soul declaró: “La voz de blues de Tyrone está adecuadamente respaldada por una banda rítmica fuerte y cocinada, bajo la hábil dirección de Willie Henderson”.

## Lista de canciones
| US 7-inch single |                                    |                |          |  |
| N.º              | Título                             | Escritor(es)   | Duración |  |
| 1.               | «I Wish It Was Me»                 | Leo Graham     | 3:12     |  |
| 2.               | «You Don't Have to Beg Me to Stay» | Richard Parker | 3:05     |  |

## Posicionamiento

### Gráfica semanal
| Gráfica (1974)                                  | Pico de posición |
| ----------------------------------------------- | ---------------- |
| Estados Unidos (Billboard Hot 100)              | 57               |
| Estados Unidos (Billboard Hot Soul Singles)     | 11               |
| Estados Unidos (Cash Box Top 100 Singles)       | 78               |
| Estados Unidos (Cash Box R&B Top 70)            | 8                |
| Estados Unidos (Record World Singles Chart)     | 72               |
| Estados Unidos (Record World R&B Singles Chart) | 9                |

### Gráfica de fin de año
| Gráfica (1974)                       | Pico de posición |
| ------------------------------------ | ---------------- |
| Estados Unidos (Cash Box R&B Top 70) | 73               |